# Hesperoptenus tickelli
Hesperoptenus tickelli är en fladdermusart som först beskrevs av Edward Blyth 1851.  Hesperoptenus tickelli ingår i släktet Hesperoptenus och familjen läderlappar. IUCN kategoriserar arten globalt som livskraftig. Inga underarter finns listade i Catalogue of Life.
Artepitet i det vetenskapliga namnet hedrar ornitologen Samuel Richard Tickel.
Denna fladdermus har flera populationer på det sydostasiatiska fastlandet och på Sri Lanka. Den når i norr Nepal och Bhutan. Den vistas i låglandet och i bergstrakter upp till 1000 meter över havet. Arten förekommer i olika habitat med träd och öppna ytor.
Individerna vilar ensam eller i små flockar gömda i trädens bladverk. De flyger över gräsmarker eller skogsgläntor cirka 12 meter över marken och jagar termiter, skalbaggar och andra insekter. Honan föder en unge per kull.